# Абдулкаюмов, Салех Фатехович
Салех Фатехович Абдулкаюмов (род. 13 апреля 1961, Дзержинск, Горьковская область) — советский и российский футболист, нападающий, российский футбольный тренер.

## Биография
С 13-летнего возраста занимался футболом в группе подготовки дзержинского «Химика». С 1979 года стал выступать за родную команду на взрослом уровне во второй лиге, провёл в её составе четыре сезона, но высокой результативностью не отличался. Затем несколько лет выступал в соревнованиях коллективов физкультуры за якутский «Монтажник».
В 1986 году вернулся в соревнования мастеров, недолгое время выступал за «Спартак» (Тамбов), а затем играл в «Уралане», где стал одним из лидеров атаки клуба, забив 33 гола за два сезона. Установил на тот момент клубный рекорд «Уралана» по числу голов за сезон — 20 (по другим данным, 21) голов в 1988 году.
В 1989 году впервые пришёл в рязанский клуб, носивший тогда название «Торпедо», провёл в его составе следующие четыре сезона — три во второй лиге СССР и один — в первой лиге России, в каждом сезоне забивал более 10 голов. В одном из матчей в 1991 году забил 5 голов.
В 1993 году играл за «Обнинск» и стал лучшим бомбардиром зонального турнира второй лиги России в 4-й («московской») зоне, забив 32 гола. Затем два сезона выступал за коломенский «Авангард» и один год провёл в «Локомотиве» из Минеральных Вод, а также несколько раз возвращался в рязанский клуб, переименованный в «Спартак». Лучший бомбардир «Коломны» в сезоне 1994 года (14 голов), «Спартака» — в сезонах 1996 (15 голов) и 1997 (11 голов). В рязанском клубе также выполнял функции играющего тренера.
В конце карьеры играл на любительском уровне за клубы Сахалина и за «Торпедо» (Скопин), в последнем был играющим главным тренером.
Всего в соревнованиях профессионалов (мастеров) в первенствах СССР и России сыграл более 500 матчей и забил более 170 голов, большую часть из них — во второй лиге СССР и России. В рязанском клубе «Торпедо»/«Спартак» провёл 7 сезонов, сыграв 260 матчей и забив 80 голов.
В начале 2002 года назначен главным тренером женского клуба «Рязань-ТНК» (позднее — «Рязань-ВДВ»), с которым в том же сезоне завоевал бронзовые медали чемпионата России, а в 2003 году клуб финишировал на четвёртом месте. В 2004 году тренер возглавлял ногинскую «Надежду», с которой также занял четвёртое место. Позднее работал детским тренером и руководителем досугового центра «Факел» в Фряново Московской области.